# Las (Przeciszów)
Las ist eine Ortschaft mit einem Schulzenamt der Gemeinde Przeciszów im Powiat Oświęcimski der Woiwodschaft Kleinpolen in Polen.

## Geographie
Der Ort liegt im Auschwitzer Becken, am rechten, südlichen Ufer der Weichsel, gegenüber der Mündung des Flusses Chechło. Die Nachbarorte sind Podolsze im Osten, Przeciszów im Süden, Dwory Drugie und Stawy Monowskie im Westen, sowie Mętków im Norden.

## Geschichte
Auf der österreichischen Karte von Friedrich von Mieg (1779–1783), die nach der Ersten Teilung Polens entstand, wurden zwei kleine Weiler Wililonka und Poliwoda an dieser Stelle eingezeichnet. Diese wurden später als Las (wörtlich Wald) und Podlesie (eine Ortschaft unter dem Wald) benannt und gehörten der Gemeinde Przeciszów im Bezirk Wadowice, ab 1910 im Bezirk Oświęcim.
1918, nach dem Ende des Ersten Weltkriegs und dem Zusammenbruch der k.u.k. Monarchie, kam Las zu Polen. Unterbrochen wurde dies nur durch die Besetzung Polens durch die Wehrmacht im Zweiten Weltkrieg. Es gehörte dann zum Landkreis Bielitz im Regierungsbezirk Kattowitz in der Provinz Schlesien (seit 1941 Provinz Oberschlesien).
Nach dem Krieg wurde Las zum Teil der Gemeinde Zator, ab 1954 in der Gromada Przeciszów. Seit 1973 in der Gemeinde Przeciszów. Von 1975 bis 1998 gehörte Las zur Woiwodschaft Bielsko-Biała.